# Breaker (G.I. Joe)
Breaker es un personaje ficticio de la línea de juguetes G.I. Joe: A Real American Hero, cómics y series animadas. Es el oficial de comunicaciones original del Equipo G.I. Joe y debutó en 1982.
Breaker es interpretado por Saïd Taghmaoui en la película de acción en vivo de 2009 G.I. Joe: The Rise of Cobra.

## Perfil
Su verdadero nombre es Alvin R. Kibbey, y su rango es el de cabo E-4. Breaker nació en Gatlinburg, Tennessee.
Breaker sabe cómo usar todos los equipos de comunicación de la OTAN y del Pacto de Varsovia, y también está familiarizado con la mayoría de los dispositivos de exportación mundial. Su especialidad militar primaria es la Infantería, y como especialidad militar secundaria es técnico en radiotelecomunicaciones. Su educación especializada incluye Signal School, donde estudió electrónica encubierta y participó en el Proyecto GAMMA. Es un experto calificado en el M-16, M-1911A1 y MAC-10 (Ingram). Breaker se describe como "eficiente y seguro de sí mismo, y tiene una extraña habilidad para convertir situaciones adversas a su favor". También habla siete idiomas.
Breaker es el vínculo entre el campo de batalla y el cuartel general y tiene la capacidad de solicitar un ataque aéreo, proporcionar coordenadas de artillería, solicitar una evacuación médica o encontrar un sitio de extracción. Breaker monitorea constantemente todas las frecuencias de radio y proporciona informes de situación al centro de comando. También tiene la capacidad de descifrar códigos enemigos y bloquear sus transmisiones. Es muy querido por sus compañeros, aunque tiene la costumbre de mascar chicle en cualquier situación.
En la serie de juguetes Action Force del Reino Unido, Breaker es de Múnich en Alemania.

## Juguetes
Breaker se lanzó por primera vez como figura de acción en 1982. Todas las dieciséis figuras originales de 1982 se lanzaron con "brazos rectos". La misma figura fue relanzada en 1983 con "agarre de batalla de brazo giratorio", lo que facilitó a las figuras sostener sus rifles y accesorios.
En Argentina, el Breaker de brazo recto se volvió a colorear en gris y estuvo disponible como "Topson". Se lanzó una versión de Breaker casi idéntica a la versión estadounidense en Argentina como "Roger" y en Brasil como "Falcon".
En 1997 se lanzó una nueva versión de Breaker, como parte de la caja "Stars and Stripes Forever".
Las figuras del personaje de la línea 25th Anniversary incluyen un accesorio de pompa de goma de mascar. Para coincidir con el lanzamiento de la película G.I. Joe: The Rise of Cobra, Hasbro lanzó una figura en 2009 basada en el personaje de la película Breaker, que aparece como Abel "Breaker" Shaz.

## Cómics

### Marvel Comics
En la serie de Marvel Comics G.I. Joe, Breaker apareció por primera vez en el número 1 (junio de 1982), junto con el resto del equipo original, en una misión para rescatar a la activista por la paz Dra. Adele Burkhart de un bastión Cobra.
Breaker es elegido, junto con otros tres Joes, en la próxima misión del equipo al Polo Norte. En el número 5, Breaker se une a Steeler y Clutch en un desfile con el M.O.B.A.T. (Multi-Ordnance Battle Tank); Cobra aparece e intenta robar el tanque, que no tiene municiones, por lo que los Joe encienden los parlantes del tanque a todo volumen y amplifican el sonido del chicle de Breaker saltando a través de un micrófono para engañar a Cobra haciéndole creer que el cañón ha disparado una ronda real. lo que anima con éxito a Cobra a rendirse. El chicle Breaker vuelve a ser útil en el número 12; es capturado y atado con una cuerda junto con Gung-Ho y Stalker, y frotan la goma de mascar en las cuerdas para convencer a las ratas de que las muerdan.
Breaker hace una aparición secundaria en el número 19, en el que Hawk le asigna viajar con Clutch para buscar a Cobra, que está enviando fuerzas para atacar la sede de Joe en Staten Island. Los Cobras invasores los ven y les lanzan misiles, pero los Joe escapan a su cuartel general momentos antes de que los misiles golpeen. Después de la exitosa derrota de las fuerzas Cobra, los dos recogen a Snake Eyes y se convierten en los primeros en enterarse de la trágica muerte del valioso aliado de Joe, Kwinn. Breaker, Steeler, Clutch y dos policías luchan contra agentes Cobra y robots en los Everglades de Florida.
Durante una celebración en el Pozo, Clutch y Breaker le proponen a Cover Girl que podrían administrarla a ella y a Scarlett como un equipo de lucha en el lodo, pero ella los rechaza.Tunnel Rat y Breaker son parte de un equipo enviado para plantar equipos de espionaje en el edificio del Consulado Cobra de Nueva York. El trabajo del dúo es literalmente destruir una línea de comunicación y luego repararla; todo parte de un plan que concluye exactamente como querían los Joes. Breaker se ve durante la historia de la guerra civil de la Isla Cobra con un brazo derecho herido.
Su última aparición es en el número 109. Breaker y muchos Joes son capturados por las fuerzas Cobra durante una misión en Trucial Abysmia. Debido a un malentendido de sus captores, el grupo está listo para ser ejecutado. Muchos de los Joes, incluidos Doc, Thunder y Heavy Metal, son asesinados por un SAW Viper, antes de que el teniente Falcon lo lastime con un cuchillo. Breaker y los Joes sobrevivientes roban un tanque Cobra "Rage" y huyen al desierto. Poco después de que Breaker envíe una comunicación al Pozo a través del equipo de radio de Rage, el tanque se destruye, matándolo a él, Crazylegs y Quick Kick.
Breaker aparece en un número posterior a través de un flashback. Se cuenta una historia sobre los primeros días de GI Joe, donde se asigna a Breaker, Scarlett y Rock 'n Roll para infiltrarse en una isla armada. Se suponía que la propietaria era una parte neutral en las disputas entre varias fuerzas militares, pero decidió iniciar su propio imperio criminal. Los tres Joes la cerraron.

## Serie animada

### Sunbow
Breaker apareció en la serie animada original G.I. Joe. Breaker apareció por primera vez en la miniserie "A Real American Hero". Fue interpretado por Chris Latta, y su uniforme era de un azul grisáceo oscuro en lugar de verde. Breaker apareció en la primera mitad del programa como oficial de comunicaciones de G.I. Joe, pero rara vez estuvo involucrado en tramas de combate o episodios, especialmente a medida que avanzaba la serie. En muchas de sus apariciones, Breaker está en la sede de Joe monitoreando la actividad de Joe o Cobra u otras transmisiones. En el episodio "Cold Slither", Breaker, Shipwreck y Footloose les lavaron el cerebro por Cobra a través de mensajes subliminales en la música. Más tarde se lo ve tocando el teclado cuando los Joes interpretan la serie.

#### G.I. Joe: The Movie
Breaker tuvo un cameo fugaz en la película animada de 1987 G.I. Joe: The Movie. Se convirtió en prisionero de Cobra-La y participa en la secuencia de acción final de la película.

### G.I. Joe: Renegades
Breaker aparece por primera vez en el episodio de G.I. Joe: Renegades, "The Package". En este programa, Alvin Kibbey es un estudiante universitario que solía trabajar para SSS Market (que es propiedad de Cobra) hasta que lo despidieron al ser acusado de robar uno de sus escáneres (lo que hizo en secreto después de eso). Alvin inicia un blog Anti-Cobra bajo el alias de Coyote. GI Joe se topa con un complot para deshacerse de él, cuando descubren que un paquete para él era una bomba. Cuando encuentran a Alvin, reconoce a Scarlett por el nombre de pantalla de su blog. Alvin explica que el escáner que robó contiene información sobre cualquier venta ilegal de armas que ha estado haciendo SSS Market. G.I. Joe lo protege cuando la Baronesa envía al Mayor Bludd para asesinarlo. Cobra se engaña al pensar que Alvin había perecido cuando un cuchillo arrojado atraviesa el escáner en su mochila en lugar de su cuerpo. Alvin también había tendido una trampa usando la bomba para destruir un depósito de armas Cobra.
En el episodio "Return of the Arashikage" Pt. 1, parece que G.I. Joe colocó a Breaker en un lugar oculto para encontrar cualquier otra evidencia que exponga las actividades ilegales de Industrias Cobra. En el episodio "El enemigo de mi enemigo", se menciona que Breaker tiene algunos informantes que trabajan para él para proporcionar información a G.I. Joe, si esos informantes no son asesinados primero por uno de los agentes del Comandante Cobra. En el episodio "Revelaciones" Pt. 2, Breaker fue visto en compañía del General Abernathy y los Falcons cuando los Joe y el profesor Patrick O'Hara llegaron con la evidencia correcta que limpiaría sus nombres.

## Película de acción real

### G.I. Joe: The Rise of Cobra
Breaker aparece en G.I. Joe: The Rise of Cobra, interpretado por Saïd Taghmaoui. En la película, su nombre fue cambiado a Abel Shaz, y fue miembro del ejército marroquí antes de unirse a G.I. Joe. La película incluye un guiño a la versión de Marvel Comics, cuando durante la secuencia de París, Breaker toma prestado un chicle de Duke y hace una burbuja con él.

## Videojuegos
Breaker aparece como un personaje secundario no jugable en el videojuego G.I. Joe: The Rise of Cobra, con la voz de Charles Fathy.